# Cathay Organisation
Cathay Organization Holdings Limited — одна з груп, що займаються дозвіллям і розвагами в Сінгапурі. Він має перший кінотеатр THX і цифровий кінотеатр у Сінгапурі. Група має операції в Сінгапурі та Малайзії.